# Egham
Egham es una localidad situada en el Borough de Runnymede, condado de Surrey, en Inglaterra (Reino Unido), con una población estimada a mediados de 2016 de 28 565 habitantes.
Se encuentra ubicada en el centro de la región Sudeste de Inglaterra, cerca de la ciudad de Guildford —la capital del condado y de la región— y a poca distancia al sur del río Támesis y de Londres. Hace parte del Área metropolitana de Londres, sobre la Autopista M25 (Reino Unido) a unos 31 km del centro de Londres. La mayor parte de las instalaciones de Royal Holloway, college constitutivo de la Universidad de Londres, están situadas en Egham.